# Tamara Braun
Tamara Braun (nascido em 18 de abril de 1971) é uma atriz americana, mais conhecida por seu trabalho na televisão, incluindo o seu  papel premiado com um Emmy como Ava Vitali, bem como o seu antigo papel como Corinthos Carly . Ela também é conhecida por seu papel em All My Children como Reese Williams .

## Biografia
Braun nasceu em Evanston, Illinois  e participou Evanston Township High School . Ela era uma psicologa importante na Universidade de Wisconsin-Madison e fez um curso de verão em Shakespeare na Royal Academy of Dramatic Art na Inglaterra antes de viajar pela Europa.

## Carreira
Braun é bem conhecida pela sua vitória em 2009 no Daytime Emmy Awards, recebendo o prêmio de Melhor Atriz Coadjuvante pelo papel de Ava Vitali em Days of our Lives. Ela também é conhecida por seu papel indicado ao Emmy de Carly Corinthos na série da NBC General Hospital um papel que ela interpretou de 2001 a 2005. Como Carly, Braun foi destaque como par romântico dos personagens Sonny Corinthos, interpretado por Maurice Benard e Lorenzo Alcazar interpretado por Ted King.
Depois de deixar o Hospital Geral, desempenhou o papel feminino principal no filme independente Little Chenier, que foi filmado em Louisiana em agosto de 2005. Para este papel, ela trabalhou com um professor de línguas para aperfeiçoar sua fluênciano dialeto Cajun, bem como alterou sua aparência, obtendo um bronzeado e escurecendo o cabelo.
Tamara interpretou uma chefe de pastelaria chamada Rosa em quatro episódios da série Freddie, onde foi par romântico de ambos os personagens masculinos principais. Tamara também já estrelou o filme independente Limbo Lounge dirigido por Tom Pankratz. Em 2006 e 2007, respectivamente, apareceu nas séries Cold Case e Ghost Whisperer, sendo que na primeiro interpretou uma cantora country que ajudou a encobrir o assassinato de um cantor, a fim de proteger a sua carreira. Além disso, ela apareceu na estréia da temporada 2007 de Without a Trace.
Em 2008, juntou-se ao elenco da novela da NBC Days of our Lives no papel Emmy-winning de Ava Vitali, mulher do veterano de longa data Stephen Nichols. Ela deixou a novela em agosto de 2008, mas viria a ganhar um prêmio Daytime Emmy de Melhor Atriz Coadjuvante por sua interpretação no papel de Ava Vitali.
Mais tarde naquele ano, ela se juntou ao elenco de All My Children como Reese Williams, sua segunda novela desde que deixou o Hospital Geral em abril de 2005.
Em julho de 2009, ela conseguiu o papel recorrente de Renee Ellen na série Saving Grace que estralava com Holly Hunter.

## Filmografia
- 1997: Soul Food interpretou Teri's Secretary
- 1997: The Sentinel interpretou Stacey Neumann (1 episódio)
- 1997: Buffy the Vampire Slayer interpretou Tara (1 episódio)
- 1997: City Guys interpretou Allison (1 episódio)
- 1998: Fallen Arches interpretou Jenny
- 1998: Party of Five interpretou Marcy (1 episódio)
- 1998: The Magnificent Seven interpretou Virginia (1 episódio)
- 1998: Buffy the Vampire Slayer interpretou Frenzied Girl (1 episódio)
- 1998: Unhappily Ever After interpretou Nell (1 episódio)
- 1998: 7th Heaven interpretou Ellen (1 episódio)
- 1998: Unhappily Ever After interpretou Lacy (1 episódio)
- 1998: The Pretender interpretou Claire Dunning (1 episódio)
- 1999: Zoe, Duncan, Jack and Jane interpretou Anna (1 episódio)
- 2001: Off Centre interpretou Lisa (1 episódio)
- 2005-06: Freddie interpretou Rose (4 episódios)
- 2001-05: General Hospital interpretou Carly Corinthos
- 2006: Little Chenier interpretou Marie-Louise LeBauve
- 2006: House MD interpretou Grace (1 episódio)
- 2006: Cold Case interpretou Edie Lowe (1 episódio)
- 2007: Limbo Lounge interpretou Anya
- 2007: Ghost Whisperer interpretou Brenda Sanborn (1 episódio)
- 2007: Without a Trace interpretou Kate Douglas (1 episódio)
- 2008: CSI: Crime Scene Investigation interpretou CoCo (1 episódio)
- 2008: Days of our Lives interpretou Ava Vitali
- 2008-09: All My Children interpretou Reese Williams

### Ligações Externas
- Tamara Braun. no IMDb.